# ゲンナジー・コルニエンコ
ゲンナジー・アレクサンドロヴィチ・コルニエンコ（ロシア語: Геннадий Александрович Корниенко、1954年9月30日 - ）は、ロシア連邦刑執行庁の長官である。

## 略歴
1954年9月30日、リトアニア・ソビエト社会主義共和国のラフデンポヒヤという町に生まれる。
ソ連時代はソ連国家保安委員会に、ソビエト連邦の崩壊後はその後継たるロシア連邦保安庁に勤務した生粋の「チェキスト」である。
2001年よりロシア連邦警護庁長官、翌2002年、ロシア連邦執達吏庁長官となる。
2012年6月26日、ウラジーミル・プーチン大統領名の政令により、ロシア連邦刑執行庁長官に任命される。

## 受章した勲章
- アレクサンドル・ネフスキー勲章（ロシア語版） - 2015年[1]
- 祖国功労勲章 (ロシア)（ロシア語版、英語版） - 2006年[2]